# Ottilie von Faber-Castell
Sophie Ottilie von Faber-Castell (* 6. September 1877 in Stein bei Nürnberg als Sophie Ottilie von Faber; † 28. September 1944 in Nürnberg) war eine deutsche Unternehmerin und Inhaberin der Firma Faber-Castell.

## Herkunft
Ihre Eltern, Wilhelm Freiherr von Faber (1851–1893) und die in New York geborene Bertha Faber (1856–1940), hatten insgesamt drei Töchter sowie zwei Söhne, die als Kleinkinder starben. Ein Jahr nach Ottilie folgte Sophie (1878–1951), die später den bayerischen Generalleutnant Karl von Hirschberg heiratete. Nach vier weiteren Jahren wurde Hedwig (1882–1937) geboren, die später den preußischen Major Wolfgang Fürst zu Castell-Rüdenhausen (1875–1930) ehelichte.

## Leben
Als Enkelin von Lothar von Faber erbte Ottilie 1896 nach dem frühen Tod ihres Vaters zunächst umfangreichen Grundbesitz der Familienstiftung. Das Unternehmen A. W. Faber ging dabei auf Lothars Witwe, Ottilie senior, über. 1898 heiratete Ottilie Alexander Graf zu Castell-Rüdenhausen (1866–1928). Aus der Ehe gingen fünf Kinder hervor.
Im Jahr 1900 erteilte die Großmutter Ottilies Alexander Graf von Faber-Castell Prokura, wodurch er zum Geschäftsführer und Teilhaber des Unternehmens wurde, das den Namen Faber-Castell erhielt. 1903 ging mit dem Tod der Großmutter, Ottilie senior, das Unternehmen in die Hände der Enkelin Ottilie über; Geschäftsführer blieb ihr Ehemann. Als Ottilie sich 1917 von Alexander scheiden ließ, wurde er Inhaber des Unternehmens. 1918 heiratete sie Philipp von Brand zu Neidstein (1868–1935).
Am 28. September 1944 starb Sophie Ottilie von Faber-Castell in Nürnberg im Alter von 67 Jahren.

## Nachkommen
Sophie Ottilies jüngstes Kind und zweiter Sohn, Roland Graf von Faber-Castell (1905–1978), war der letzte Alleininhaber der Firma Faber-Castell. Aus seiner ersten Ehe mit Alix-May von Frankenberg und Ludwigsdorf aus der Eigentümerfamilie der Bankierdynastie Oppenheim entstammt der zum Ehrenbürger Pekings ernannte Hubertus Graf von Faber-Castell. Dieser brachte in einem Joint-Venture mit dem chinesischen Staat das Kommerzfernsehen nach China. Der chinesische Staat kaufte später den 50-Prozent-Anteil des Grafen. Seither wird das öffentliche chinesische Fernsehen rein staatlich betrieben. Anton-Wolfgang Graf von Faber-Castell, ein weiterer Enkel Ottilies aus zweiter Ehe ihres Sohnes Roland mit Katharina Sprecher von Bernegg, leitete die Firma Faber-Castell in der achten Generation über 40 Jahre. In diesem Zuge kaufte er viele Anteile von Geschwistern auf, um alleinige Entscheidungsmacht zu erlangen.

## Rezeption
1998 widmete Asta Scheib der Unternehmerin die Romanbiographie Eine Zierde in ihrem Haus. Die Geschichte der Ottilie von Faber-Castell.
Im November 2018 feierte das Musical Die Generation Ottilie – eine Musical-ische Biografie Premiere.
2019 wurde Faber-Castells Leben in einer Verfilmung der ARD unter dem Titel Ottilie von Faber-Castell – Eine mutige Frau nach Vorlage von Scheibs Roman verarbeitet.